# Gergithus nigrolimbatus
Gergithus nigrolimbatus är en insektsart som beskrevs av Heinrich Christian Friedrich Schumacher 1915. Gergithus nigrolimbatus ingår i släktet Gergithus och familjen sköldstritar. Inga underarter finns listade i Catalogue of Life.